# Маргарет Ліхновски
Маргарет Ліхновски (нім. Margarethe von Lichnowsky, після шлюбу Маргарет Лянцкоронська, також використовувалася польська версія імені Малгожата (пол. Małgorzata Lanckorońska), 24 вересня 1863, Градець-над-Моравицею — 8 квітня 1954) — прусська та австрійська княжна з роду фон Ліхновски, донька князя Карла Ліхновски та французької принцеси Марії де Крой, дружина графа-поляка Кароля Лянцкоронського.

## Біографія
Маргарет народилася 24 вересня 1863 року в містечку Градець-над-Моравицею, третьою дитиною та другою донькою в родині князя Карла Ліхновски та його дружини Марії де Крой. Мала старшу сестру Марію Кароліну та брата Карла Макса.

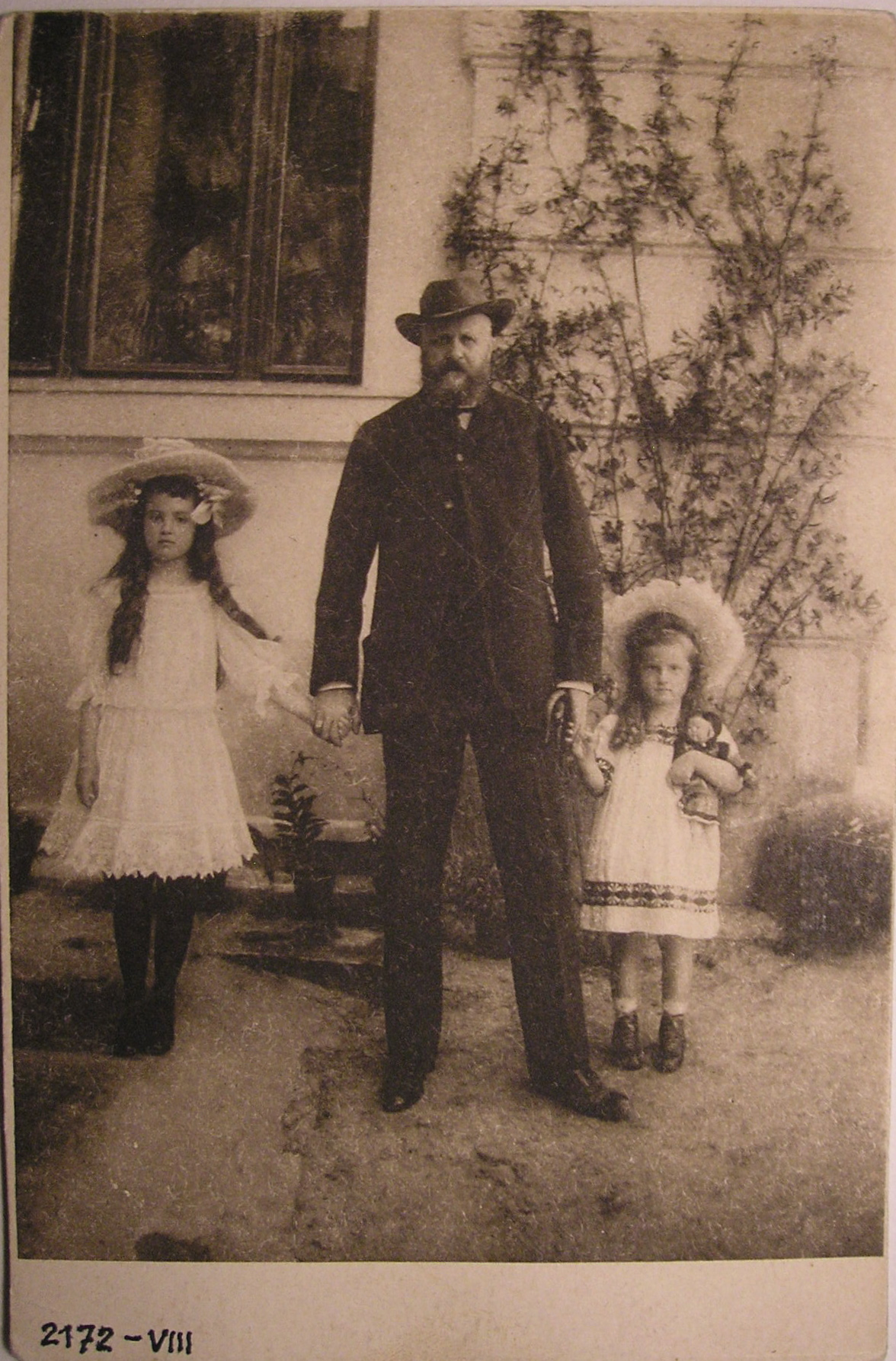
Чоловік із доньками

У 33 роки вступила в шлюб з 48-річним графом Каролем Лянцкоронським. Наречений був двічі удівцем і мав чотирирічного сина від попереднього шлюбу. Весілля відбулося 14 липня 1897 у Градець-над-Моравицею. У шлюбі народила двох доньок. Резиденцією родини був палац Лянцкоронських у Відні. У ньому зберігалася величезна кількість предметів мистецтва і він був більш схожим на публічний музей. Також був місцем зустрічей художників і знаті. Сім'я мешкала в кількох окремих апартаментах, закритих від сторонніх. Також мали палац у Роздолі біля Львова, який до 1908 року був перебудований у стилі французького неоренесансу і мав усі переваги тогочасної цивілізації — електроосвітлення, водогін, телефон. У ньому так само зберігалася значна колекція предметів мистецтва, до якої входили стара і нова зброя, східні килими й західні гобелени, порцеляна, бібліотека у 20 тис. томів, картинна галерея з роботами Рафаеля і Рембрандта.
Кароль володів також великою кількістю маєтків у Польщі та Галичині, як після Першої світової війни були конфісковані. Мав землі у Штирії.
Чоловік помер влітку 1933 року. Маргарет померла 8 квітня 1954 року у Відні у віці 90 років.

## Родина
Чоловік — Кароль Лянцкоронський
Діти:
- Кароліна (1898—2002[7]) — одружена не була, дітей не мала;[8]
- Аделаїда (1903—1980) — одружена не була, дітей не мала.